# Comuna Bošnjaci, Vukovar-Srijem
Bošnjaci este o comună în cantonul Vukovar-Srijem, Croația, având o populație de 3.901 locuitori (2011).

## Demografie
Componența etnică a comunei Bošnjaci
     Croați (98,82%)
     Necunoscut (0,15%)
     Neclasificat (0,95%)
Componența confesională a comunei Bošnjaci
     Catolici (98,36%)
     Necunoscută (0,38%)
     Alte religii (1,26%)
Conform recensământului din 2011, comuna Bošnjaci avea 3.901 locuitori. Din punct de vedere etnic, majoritatea locuitorilor (98,82%) erau croați. Apartenența etnică nu este cunoscută în cazul a 0,15% din locuitori. Din punct de vedere confesional, majoritatea locuitorilor (98,36%) erau catolici. Pentru 0,38% din locuitori nu este cunoscută apartenența confesională.